# Insistence
Insistence ist ein Jazzalbum von Dave Ballou. Die im Januar 2006 entstandenen Aufnahmen erschienen am 6. Februar 2007 auf SteepleChase Records.

## Hintergrund
Für das Album Insistence, seiner achten Aufnahme für das SteepleChase-Label und dem zweiten Album Ballous nur mit Kontrabass und Schlagzeug als Unterstützung, „stellte sich der Trompeter Ballou der vielleicht größten Herausforderung der spontanen kollektiven Improvisation mit zwei Musikern, mit denen er zuvor gespielt und aufgenommen hat: dem Bassisten Michael Formanek und dem Schlagzeuger Randy Peterson“. Ballou war zwar mit schriftlich notierten Kompositionen ins Studio gekommen, aber die Session lief anders ab, wie er in den Liner Notes schreibt: „Während des vierten Takes der Sitzung … fanden wir uns.“ Dieser vierte Take ist der erste Schnitt zu Insistence, das die aufgenommenen Takes vier bis elf präsentiert.

## Titelliste
- Dave Ballou: Insistence (SteepleChase SCCD 31611)[2]

1. Restraint – 6:32
2. MF – 8:56
3. Insistence – 7:36
4. Upon Reflection – 7:51
5. Randy Starts – 8:30
6. Once Round – 9:27
7. Silly Dance and Coda – 8:45
8. Finale – 6:49

- Alle Kompositionen stammen von Dave Ballou.

## Rezeption
Scott Albin meinte in JazzTimes, „wenn man diese klare, gut durchdachte, fließende Musik hört, ist man erstaunt, dass sie tatsächlich frei improvisiert ist.“ Randy Petersons Becken- und Schlagzeugarbeit während des „Finale“ sei außergewöhnlich. Sein facettenreicher Ansatz – wie seine wunderbaren Bass-Drum-Akzente – sei ein wesentlicher Bestandteil des Gesamterfolgs dieses Stücks und des gesamten Albums. „Es ist anregender, sehr zugänglicher Free Jazz von drei hervorragenden Musikern in perfektem Verhältnis“, resümiert Albin.

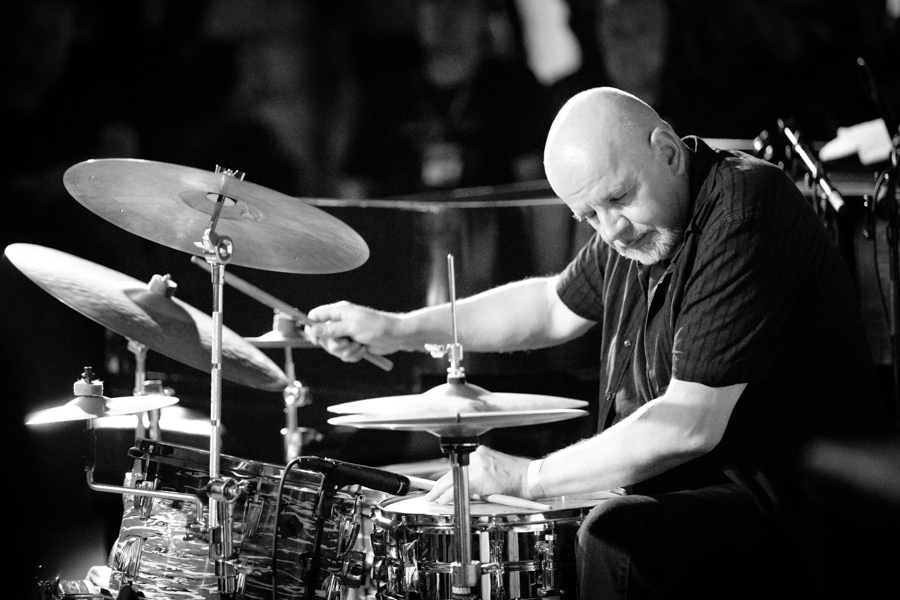
Randy Peterson auf dem Kongsberg Jazzfestival 2018

Der Kritiker des Free Jazz Blog schrieb, um in einem Trompetentrio zu spielen, muss man sowohl in der musikalischen Komposition als auch in der Beherrschung der Instrumente stark sein; glücklicherweise sei dieses Trio mit Michael Formanek am Bass und Randy Peterson am Schlagzeug stark genug, um die Fallstricke dieser Besetzung zu vermeiden, abstrakte improvisierte Musik zu bringen und sich auf das Zusammenspiel und die spontane gemeinsame Gestaltung zu konzentrieren. „Randy Starts“ sei nicht nur der Titel eines Songs, sondern erwartungsgemäß der einzige vorgefasste Teil eines Stücks, der mit Randy Petersons Schlagzeug beginnt und die Einleitung für die beiden anderen gibt. Dies sei Musik, die Aufmerksamkeit erfordert, meint der Autor, „Musik, die nicht leicht zugänglich sei in dem Sinne, dass Rhythmus und Melodie nicht auf der Oberfläche der Dinge vorhanden sind“, aber die Qualität des Spiels schließe eine Lücke, die allzu oft bei zu kompetenten Instrumentalisten auftritt: „Sie spielen mit der Seele, mit der Wärme und mit einem Direktheit des Ansatzes, der sofort anspricht.“ Ballous Album sei für sensible Zuhörer empfohlen, resümiert der Autor, die etwas Mühe beim Hören schätzen.